# كرايغ إدواردز (لاعب كرة مضرب)
كرايغ إدواردز (بالإنجليزية: Craig Edwards)‏ هو لاعب كرة مضرب أمريكي، ولد في 19 مايو 1955 في لوس أنجلوس في الولايات المتحدة.

## وصلات خارجية
- كرايغ إدواردز على موقع رابطة محترفي التنس (الإنجليزية)
- كرايغ إدواردز على موقع الاتحاد الدولي لكرة المضرب (الإنجليزية)
- كرايغ إدواردز على موقع خلاصة التنس.كوم (الإنجليزية)